# Interamna Lirinas
Interamna Lirinas (en grec antic Ἰντέραμνα) va ser una colònia romana a la riba nord del riu Liris, a la vora de la desembocadura d'un petit riu que passava per Aquinum i a uns 10 km d'aquesta ciutat i 11 de Casinum. La ciutat era administrativament part del Latium.
Era probablement una ciutat dels volscs, encara que no es menciona aquesta dada en les històries conservades. L'any 312 aC es va establir la colònia de dret llatí, al mateix temps que se n'establia una altra a Casinum, per defensar la vall del Liris contra els atacs dels samnites.
L'any 294 aC els samnites van assolar el territori però no van gosar d'atacar la ciutat. L'any següent el cònsol Espuri Carvili Màxim va començar les seves operacions contra el Samni sortint d'Interamna Lirinas. L'any 212 aC Hanníbal va devastar el territori en la seva marxa per la via Llatina des Càpua cap a Roma, i una mica després va ser una de les dotze colònies que es van declarar incapaces de proveir a Roma amb els subministraments que demanava. L'any 204 aC va ser castigada amb fortes càrregues per aquest fet.
Després de la guerra social, i com altres colònies llatines, es va convertir en municipi i va adquirir certa importància, segons diuen Estrabó i Plini el Vell. Durant el Segon Triumvirat va rebre una colònia però no va agafar el rang colonial i va mantenir durant l'Imperi el rang municipal. La seva posició, a certa distància de la via Llatina, no era favorable al seu creixement; no apareix als Itineraris i no se sap si encara existia, però en tot cas va desaparèixer com a ciutat al començament de l'edat mitjana i es va convertir en un castell (Castrum Terame). El lloc de l'antiga ciutat es diu avui dia encara Terame, derivat de l'antic nom i queden restes d'edificis, carrers, muralles i aqüeductes, així com diverses inscripcions i altres objectes.